# Matsunoyama
Matsunoyama (松之山町, Matsunoyama-machi) fue una antigua localidad del distrito de Higashikubiki, Prefectura de Niigata, Japón hasta que el 1 de abril de 2005, junto con las localidades de Matsudai (también del distrito de Higashikubiki), Kawanishi y Nakasato (estas dos últimas, del distrito de Nakauonuma), se fusionaron en la ciudad de Tōkamachi. Ahora, esta área se encuentra en la zona sureste de Tōkamachi.
El 1 de enero de 2003, la localidad tenía una población estimada de 2974 habitantes en un área de 86.31 km², lo que da una densidad de 34,46 personas por km².
Matsunoyama es un área montañosa de aproximadamente 200 a 600 m sobre el nivel del mar, siendo cruzada por los ríos Koido al este y Shibumi al oeste. Es conocida sobre todo por albergar uno de los tres onsen medicinales de Japón, junto con el Onsen de Kusatsu (prefectura de Gunma) y el Onsen de Arima (prefectura de Hyōgo). Una de sus principales carreteras está bordeada por varios centros termales tradicionales de estilo japonés, lo que atrae a muchos visitantes.
Según la leyenda, un leñador descubrió las aguas termales hace 700 años cuando observó que un halcón sumergía su ala herida en las aguas. También cuenta la leyenda que la hija de Uesugi Fusayoshi, gobernador  de la provincia de Echigo del siglo XV, en la actual prefectura de Niigata, curó su enfermedad de la piel al sumergirse en las aguas termales. 
Matsunoyama también es conocida por la gran cantidad de nieve que recoge, con un promedio de 2 a 3 m durante el invierno, sus campos de arroz cultivados en terrazas y sus tradicionales ryokans.
Desde el año 2000 se vienen celebrando aquí las Trienales de Arte Echigo-Tsumari, que se están convirtiendo en la muestra de arte contemporáneo al aire libre más importante del mundo, pudiendo contemplar los visitantes las obras integradas en el paisaje japonés de montaña, mientras observan rebaños de ganado y escuchan el canto de los pájaros. En la trienal de 2018 se expuso la famosa silueta monumental, de 10 m de altura del Toro de Osborne, icono artístico español, y ante el éxito obtenido, los responsables han decidido que pasara a formar parte de la colección permanente.